# Cytus II
《Cytus II》是由台灣雷亞遊戲所開發的一款音樂遊戲。《Cytus II》延續前作《Cytus》的遊戲方式，採動態判定線上下來回掃描。遊戲添加新的拍點種類，如跨頁拍點、菱形拍點等，掃描線則可能會在遊戲中改變移動速度。畫面與劇情也有所進步，音樂收錄世界各地創作者的樂曲，種類多樣。每位角色對應的主要音樂種類各不相同。
2.0版本在2019年1月12日上線，現時由雷亞遊戲負責國際版本的發行及營運，龍淵網絡則以《音樂世界 Cytus II》名義代理中國大陸地區的發行及營運。

## 介紹
《Cytus II》從2015年開始籌劃，花費約兩年半的時間，於2018年正式推出，為雷亞遊戲第一款續作類型的產品，雷亞遊戲執行長游明揚表示：「為了打磨到最好，延了整整一年。」在音樂曲風上，保有《Cytus》的精神，收錄來自日韓、台灣等地創作者的作品；而在遊戲玩法方面，遊戲中有上下遊移判定線，所以也會隨著音樂節奏改變速度，並比《Cytus》多出「超長按」和「點滑」等音符。
原先由騰訊以極光計劃名義代理Cytus II中國大陸地區的發行及營運，後在2018年12月26日宣佈中國代理由極光計劃轉為龍淵網絡繼續營運。

## 故事背景
在未來，網路發展和連線方式已有極大變化，人類已可輕易地從現實世界藉由耳後的微型裝置連線並同步至虛擬的網路世界。
網路世界中有一個由A.R.C.負責管理、全世界最大的虛擬城市，名為cyTus。在現實中，是一台架設在天上平流層中，由太陽能供電的巨型主機，但在虛擬世界中成了大部分人類不可或缺的第二人生，裡面出現一位來歷不明的DJ Æsir，因其創作的音樂有著讓人為之瘋狂的魅力，每個音符和節拍都能夠深深重擊聽者的靈魂深處，被稱為傳奇，但沒人見過其真面目。
某日，從未露面的Æsir突然宣布要舉辦第一場大型虛擬音樂祭——Æsir-FEST，邀請了當紅偶像歌手以及人氣DJ作為開場嘉賓。
宣傳公開之際即造成前所未見的討論熱潮，所有人無不想一睹Æsir的真實面貌。
而在音樂祭入場的前一小時，數以千萬計的連線瀏覽次數打破歷史紀錄，整個城市瞬間沸騰了起來，等待Æsir如同天神般的降臨……

## 游玩方式
与Cytus大致相似，同样都是有上下移动的扫描线，如果扫描线到达了音符处要根据音符种类做出指令。

### 音符
游戏中共有六种音符, 其中有两种是其中的变种。
- 普通的圆形音符（Click），只需点击就好。(当扫描线向上移动时需点击的为绿色，向下则为蓝色)
- 小一点的圆形音符并且有线条连着，俗称锁链（Drag），需要根据方向滑动。
  - 锁链头为点击音符，为锁链变种，俗称点锁（Click-Drag 或 C-Drag 或直接简称 CDrag），需要在锁链开头点击。
- 长条状的音符（Hold），需要点击并且长按直到音符结束。
  - 黄色长条音符，为长条变种，为跨屏长按音符（Long-hold），长按的时间通常会比普通长条音符更久。
- 菱形音符，俗称滑键（Flick），需要在点击的同时向左或者向右滑动一下，不能连续滑动来连续消除音符。

除了黄色长条音符，其他的音符都会根据扫描线方向的不同而变换颜色，方便辨认。
以上音符中棱形音符、黄色长条音符以及点锁都是二代出现的新音符。

### 分数与TP
游戏判定与前作Cytus大致相同，分为金色PERFECT、黃色PERFECT、GOOD、BAD、MISS。分数和TP算法大致与前作Cytus相同，不過變動如下：
- GOOD的分数由原来的PERFECT的70%变成了PERFECT的30%。
- 在一代的基础上，锁链除不存在Bad与Good判定外，又增加了不會出現「黃色PERFECT」的新判定机制。即现在无论如何，只要你划到了锁链，即算「金色PERFECT」。
- Flick音符没有Good和Bad判定。

### 难易度分级
游戏总共有六种难度的谱面，从易到难分为EASY（简单），HARD（困难），CHAOS（混沌），GLITCH（混乱），DREAM(夢境），CRASH（崩潰）。总难度分为1~15以及 α 、 β 和 γ 總共18级。其中 α 、 β 和 γ 是只存在於CRASH難度的等級。
- CRASH難度和 β、γ 等級是4.0版本添加的

- α等級是4.1版本添加的

- CRASH難度需透過完成主線劇情角色Vanessa章節並完成場景探索任務獲得

- DREAM難度只存在於ALICE和HANS章節，需透過完成場景探索任務獲得

- 只有部分歌曲擁有GLITCH難度,而且GLITCH難度大部分需要透過CAPSO系統解鎖

## 角色
《Cytus II》每位角色都有各自的背景故事，以及不同風格的歌曲，類似於《Cytus》的各章節。

### 免費角色
以下角色不需付費即可直接遊玩。
PAFF
- 聲：上坂堇

遊戲發售時初期角色。本名Aroma White，偶像歌手與廣告明星。
24 歲少女，擁有可觀的粉絲數量，能夠不間斷舉辦虛擬演唱會長達一週。所有的公開發言和形象都是經過經紀公司嚴格控管包裝，沒有人知道她離開舞台之後真實的樣貌。
主要收錄日本、歐美電子流行歌曲。
NEKO#ΦωΦ
- 聲：花守由美里

遊戲發售時初期角色。本名朝倉音心（Asakura Neko），人氣實況主。
20歲少女，有著眾多粉絲，主要是實況遊戲，也會在聊天室跟大家開心閒聊，不避諱任何敏感話題。
在網路世界中代表著渾沌與無秩序，卻同時也象徵著創造與可能性。
主要收錄輕快的J-Core、Happy Hardcore等電子音樂。
ROBO_Head
遊戲發售時初期角色。
高智慧機器人，使用機械式的文法和數據資料作為一切判斷準則的資訊狂，經常瀏覽網路上的各種信息，並把在意的文章轉貼到自己的社群上。
不定期播出的電台節目在網路上小有名氣。
主要收錄節奏強烈的Hardcore、D&B、Dubstep等電子音樂。
Ivy
- 聲：河瀨茉希

V2.0新增，復興工程時期的建造者OPCI 2501 IV 。 雖然是機器人，但心思比人類更加細膩。
與Vanessa有著難以割捨的羈絆。
主要收錄電子音樂和由cytus第一代移植的經典歌曲。
Crystal PuNK
V2.5新增，為Joe，Xenon，Cherry，Kai曾經组成的乐队。
主要收录含有Vocal的搖滾、重金屬乐曲。
Vanessa
- 聲：楠木灯

V3.0新增，與Ivy同時期的建造者OPCI 2501 V，個性善良溫和，相信人類與建造者可以和平共存。
被人類發現並作為「cyTus」的核心，在好幾年間無意識接收大量關於人類的負面訊息而產生另一個人格，想要把人類毀滅。
曲目大多是交響樂、其他角色歌曲的remix版，以及cytus的兩首主題曲。
BOBO（小啵）
V3.4新增，為一隻土鳩，曾被陷阱困住，後被Ivy發現並將牠放走，並在一次探勘任務中被Sagar發現並帶回飼養。
牠有著一雙靈動的大眼睛及旺盛的好奇心，因此一直跟在Sagar身邊觀察周遭的一切。在 Rin 來到 A.R.C.擔任古文明分析員後，小啵很快發現，Sagar似乎特別注意這位害羞的女性。
曲目主要收錄代表Rin的東方民俗樂，以及代表Sagar的西方民俗樂兩種曲風。
Graff.J
v3.6新增，曾為2018年愚人節企劃的角色，為雷亞遊戲執行長的個人形象。
曲目主要收錄與其他音樂遊戲的合作曲，目前(曾)合作的遊戲有Sdorica 萬象物語、Groove Coaster、maimai、DJMAX、VOEZ、Deemo、Deemo II、Muse Dash、CHUNITHM、Rizline、RAVON。

### 付費購買角色
以下角色需付費購买才可遊玩。
Xenon
- 聲：关智一

遊戲發售時初期角色。本名Simon Jackson，A.R.C. 的網路系統安全管理員。
26歲，相當厲害的程式設計師，擁有自由進出系統底層的權限，同時也是個人樂團「Xenon」的團長兼吉他手。富有正義感，想要藉由自己的手段根絕犯罪。
主要收錄金屬、搖滾和硬核音樂。
ConneR
- 聲：竹内荣治

遊戲發售時初期角色。本名Colin Neumann Jr.，收藏家、演奏家、考古學家。對古代樂器有研究，同時融合了這些樂器到自己的音樂中。因為高額的研究費用而遊走在法律灰色地帶，而他的家族歷史與文明復興和舊世代科技有著淵源。
主要收錄古典樂與電子、硬核音樂的結合。
Cherry
- 聲：菲魯茲·藍

在更新V1.1時推出。本名Sherry Pauline，樂團《Cherry PuNK》的團長兼吉他手。
與Xenon有著十分複雜的情感，為了解決Æsir Fest 與 PAFF失蹤的一連串事件而再次重逢。
主要收錄人聲加上輕電子合成器的Rock、Post-Rock。
JOE
在更新V1.4時推出。本名Joe Miller，為酒吧《JOEZ Cafe》老闆。
26歲，私底下進行著犯罪行為。
主要收錄酒吧常用的爵士樂與放克音樂。
Aroma
V1.7新增，補充PAFF失憶前的故事。
Nora
- 聲：石见舞菜香

V1.8新增，本名椎野靜，ROBO_Head的製造者。
對科技產品十分熟悉的天才少女，具有「荷魯斯之眼」，後為土竜組織內「玖凰會」的頭目。
主要補充ROBO_Head的故事，歌曲也是與他相似的Hardcore、Trance、Techno等電子音樂。
Neko
V1.9新增，主要補充NEKO#ΦωΦ的故事成为网络實況主前的故事。
Sagar
V2.8新增，本名Sagar Thakker，A.R.C. 探勘隊 Eagle-01 的隊長，戰鬥技術高超並具有獨特的領導氣質。
主要收錄西方民俗樂。
Rin
- 聲：能登麻美子

V2.8新增，A.R.C. 的古文明科技研究分析員。
主要收錄東方民俗樂。
Ilka
V4.0新增，與Ivy、Vanessa為同時期的建造者，機體編號為OPCI 2404 IL。
為了等待機體重製而從Node 08的高塔上墜毀。

### 合作角色
以下角色需進行遊戲內購買才能遊玩，皆為與第三方遊戲或虛擬形象歌手為原型的延伸故事。
Miku
V2.3.5新增，合作限時角色。与日本虛擬歌手初音未来合作。
故事中為隶属齐藤娱乐的新世代歌姬Hatsune Miku，甫出道便以亮丽外型和绝美歌舞走红，不过数月便迅速风靡Node03，更透过精神网络掳获万千粉丝的心。
Kizuna AI
V3.1.6新增，在「終焉病毒」爆發之前，曾是世界知名的超人氣表演者。
Alice
V3.4.5新增，雷亞的另一款音樂遊戲Deemo的主要角色之一，本作中以「晶片內虛擬人物」的方式登場。
Hans
V3.5.5新增，雷亞的另一款音樂遊戲Deemo的主要角色之一，本作中以在節點都市內循環演奏的小男孩身分登場。
Kaf
V4.2.5新增，描述小有名氣的Kaf與Robo_Head之間的故事
Amiya
V4.4.5新增，与游戏明日方舟合作，讲述Paff与Amiya之间的故事。
Tairitsu
V5.0.5新增，与游戏Arcaea合作。

### 次要角色
以下角色雖然沒有獨立收錄樂曲與添加配音，卻在劇情上有重大推動作用。
Helena
本名Helena White，PAFF的姊姊兼經紀人。
Noah
Helena的丈夫，全名為Noah Black，前A.R.C.員工，Phoenix的部下。
Chris
PAFF、Cherry所工作的「單聲娛樂」的事務員。
Kouhei、Yukiko、Kenta
Neko現在家庭的爸爸、媽媽（繼母）及弟弟（義弟）。
Saku、Mayu
Neko的媽媽與祖母，目前居住在Node 03。
Linda
Neko於學院時期的朋友。
KAI
Crystal PUNK的前團長，在樂團解散後曾一度未與其他團員聯絡，現住Node 03。
Shannon
Xenon的妹妹，在目睹父親被殺的場景後患有身心障礙。
Doris、Kyle
Xenon的雙親，Kyle曾為A.R.C的執法員，後因捲入與Luis的槍戰而死亡。
Colin
ConneR的父親，曾為探勘隊 Wolf-01 的成員。
Sasha
本名為Zoe Watson，原為學院的第一名，潛入臥底工作後在ConneR的建議下改名換姓並在Node 13生活。
Luis
Cherry的父親，曾是Baro幫的手下，在誤殺了Xenon的父親後被拘捕入獄。
Saxon
JOE的叔父，曾為JOEZ Cafe的前身SAXO Cafe的管理人與情報商。
Diego
Baro幫的幹部，最後被Xenon所殺。
Phoenix
全名Phoenix Wyle，Nora的養父，曾為玖鳳會的頭目。
Daigo
Phoenix的部下，在Phoenix死後輔佐Nora。
Hayato
全名楠隼人（Kusu Hayato），為尋找失蹤的青梅竹馬南宮薰（Minamiya Kaori）而加入Daily08擔任記者。
Vicky
Hayato於Daily08的上司。
Alex、Bruno、Lucy
Sagar所帶領的小隊 Eagle-01 的隊員。
Daisy、Gordon
A.R.C.生物科技小組的研究者，為Rin的同事。

## 評價
TouchArcade上的尼克泰爾沃克（Nick Tylwalk）給予4.5顆星的評價，認為雖然有免費歌曲能玩，不過DLC的價格使得遊戲實際上像是需花費22美元，但不會澆熄熱愛音樂節奏遊戲玩家的熱情；Blink的網綠NetGreen覺得：比起花錢在抽卡類遊戲，更值得花在音樂遊戲上，且歌曲可能持續更新。

## 外部連結
- 《Cytus II》形象官網（页面存档备份，存于）
- 《Cytus II》（页面存档备份，存于）在蘋果App Store上的介紹
- 《Cytus II》（页面存档备份，存于）在Google Play商店上的介紹
- 《Cytus II》（页面存档备份，存于）在萌娘百科上的介绍